# Francisco Pignatelli
Francisco Pignatelli y Aymerich (Barcelona, 23 de febrero de 1687 - Compiègne, 14 de julio de 1751) fue un militar y diplomático español, capitán general de Aragón y embajador de Felipe V de España en el reino de Francia.

## Biografía
Era hijo del napolitano Domingo Pignatelli y Báez, marqués de San Vicente, y de la catalana Anna Maria Francesca Aymerich de Cruïlles Santa Pau y Argençola. Ingresó en los Reales Ejércitos en 1698 y en 1708 logró el grado de coronel. En 1719 ascendió a brigadier y en 1728 ingresó en la Orden de Alcántara. En 1735 fue nombrado gobernador militar de Badajoz y en 1737 de Zaragoza. De 1738 a 1740 fue nombrado capitán general de Aragón, cargo que volvería a ocupar en 1741. Lo dejó cuando marchó a luchar a la guerra de sucesión austríaca defendiendo la causa de Felipe I de Parma. En 1748, después de la paz de Aquisgrán, volvió a España y fue nombrado comandante general de la costa de Granada. Pocos meses después, fue nombrado embajador español en la corte francesa para sustituir a Fernando de Silva y Álvarez de Toledo en febrero de 1749. Durante su mandato participó en las intrigas entre el marqués de la Ensenada y madame de Pompadour. En julio de 1751 enfermó y murió en su residencia de Compiègne el 14 de julio de 1751.
En 1722 se casó con la barcelonesa María Francesca de Rubí y Corbera, baronesa de Llinars e hija del marqués de Rubí. Una de sus hijas, Mariana Pignatelli y Rubí, heredaría el marquesado.